# Michał Gębura
Michał Marcin Gębura (ur. 10 listopada 1964 w Starachowicach) – polski piłkarz, reprezentant kraju, mistrz Polski w barwach Lecha Poznań w sezonie 1991/1992, trener.

## Reprezentacja Polski
Zadebiutował w reprezentacji w 1991 roku w meczu z Czechosłowacją.
| l.p. | Data          | Miejsce   | Przeciwnik     | Rezultat | Rozgrywki       | Grał   | Uwagi |
| ---- | ------------- | --------- | -------------- | -------- | --------------- | ------ | ----- |
| 1.   | 27 marca 1991 | Ołomuniec | Czechosłowacja | 0-4      | towarzyski      | do 63' |       |
| 2.   | 1 maja 1991   | Dublin    | Irlandia       | 0-0      | elim. Euro 1992 | od 87' |       |
| 3.   | 29 maja 1991  | Radom     | Walia          | 0-0      | towarzyski      | od 80' |       |